# أوسبورن مورتون
أوسبورن مورتون (بالإنجليزية: Osborne Morton)‏ هو عالم الأحياء البحرية وعالم نبات أيرلندي، ولد في 1945.